# Cataenococcus ensete
Cataenococcus ensete är en insektsart som beskrevs av Williams och Matile-ferrero 1999. Cataenococcus ensete ingår i släktet Cataenococcus och familjen ullsköldlöss.
Artens utbredningsområde är Etiopien. Inga underarter finns listade i Catalogue of Life.